# Magenresektion
Als Magenresektion, auch Magenteilresektion, wird in der Medizin die operative Entfernung eines Teils des Magens bezeichnet. Die vollständige Entfernung des Magens heißt Gastrektomie, oft als totale Magenresektion oder totale Gastrektomie bezeichnet. Eine distale Magenresektion (operative Entfernung des Magenpförtners) wird als Pylorusresektion oder Pylorektomie bezeichnet.

## Indikationen
Die Magenresektion wird seit 1877 (Theodor Billroth) und häufiger seit Billroths erster erfolgreicher Magenresektion bei Karzinom 1881 durchgeführt. Zunächst erfolgte diese Operation zur Behandlung von Krebserkrankungen, ab dem 21. November 1881, beginnend mit der erfolgreichen operativen Therapie einer durch ein Geschwür (Ulkus) verursachten Magenausgangsstenose durch Ludwik Rydygier in Kulm, zur Behandlung medikamentös nicht therapierbarer Magen- oder Zwölffingerdarmgeschwüre (Ulcus ventriculi, Ulcus duodeni). Die Auswirkung der Resektion ist dabei eine starke Verminderung der Magensäureproduktion, da sich die hierfür verantwortlichen Belegzellen hauptsächlich in den unteren zwei Dritteln des Magens befinden.
Selten wird sie zudem bei Magenausgangstenosen, also Verengung des Magenausgangs durch Narbenbildung, durchgeführt, falls eine lokale endoskopische oder operative Therapie mit Ballondilatation, Stenteinlage oder Pyloroplastik nicht möglich ist. Zudem kommt sie bei gutartigen Tumoren zum Einsatz, ausnahmsweise auch beim Magenkrebs, sofern dieser begrenzt ist, sich im unteren Drittel des Magens befindet und das Operationsrisiko wegen Begleiterkrankungen für eine Gastrektomie zu groß ist.
Seit Beginn der 1990er Jahre hat das Auftreten therapieresistenter Duodenal- oder Magengeschwüre durch die stark verbesserte medikamentöse Behandlung (Protonenpumpenblocker, Eradikationstherapie bei Nachweis von Helicobacter pylori) drastisch abgenommen, so dass die früher sehr häufige Magenresektion nur noch selten erforderlich wird.
Neben der distalen Magenresektion kann auch eine Resektion der oberen Magenhälfte angezeigt sein.

## Schmerzausschaltung, Lagerung und Zugang
Zur Schmerzausschaltung kommt heute nur noch die Intubationsnarkose in Frage, die aufgrund der Möglichkeit der Muskelrelaxation zur guten Übersicht im Operationsfeld beiträgt.
Es kann prä- wie postoperativ ein Periduralkatheter zur Analgesie angelegt werden.
Der Patient wird in Rückenlage mit etwas überstreckter Brustwirbelsäule gelagert. Der Zugang zum Magen erfolgt über eine mediane oder quere Oberbauchlaparotomie.

## Operationsprinzip
Die im letzten Drittel des 19. Jahrhunderts entwickelte Magenresektion wird je nach Befund und Indikation nach mehreren verschiedenen Methoden durchgeführt. Diese unterscheiden sich durch die Art der Neuverbindung zwischen Magen und Zwölffinger(Billroth I)- bzw. Dünndarm(Billroth II), beides 2/3-Resektionen, sowie das Ausmaß der Resektion (4/5 oder subtotale Resektion).
Die Entfernung des distalen Magenabschnittes geht bei allen drei Methoden in gleicher Art vonstatten. Zunächst wird der Magen „skelettiert“, das heißt von seiner Blutversorgung durch Unterbindung der Gefäße abgeschnitten. Hierbei werden die Arteria gastrica dextra und die Arteria gastroomentalis dextra (A. gastroepiploica dextra) durchtrennt. Die Arteria gastrolienalis und die Arteria gastrica sinistra verbleiben zur Blutversorgung des Restmagens. Dann wird der Magen von seinen Verklebungen an der Hinterwand (Bursa omentalis) gelöst und im oberen Drittel sowie etwas unterhalb des Magenpförtners (Pylorus) abgesetzt. Die breite Öffnung des Restmagens wird bis auf eine etwa 3 cm große Restöffnung verschlossen.

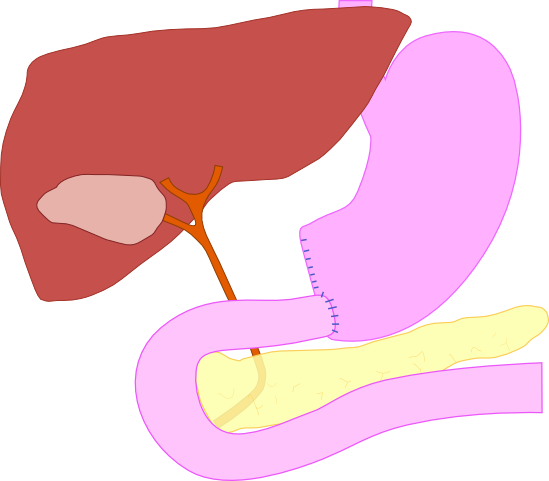
Billroth I

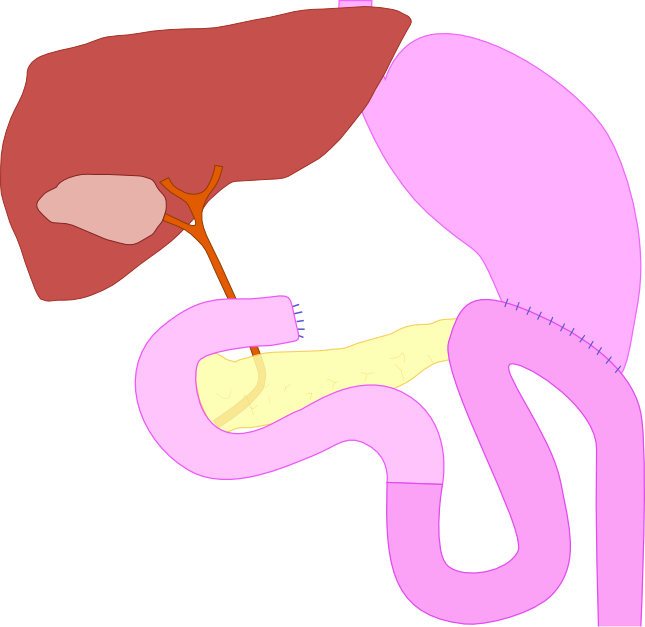
Billroth II

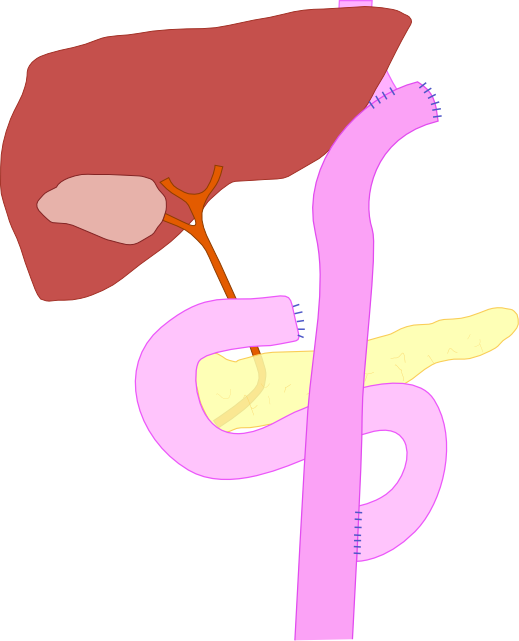
Y-Anastomose nach Roux

### Resektion nach Billroth I
Nach Entfernung des distalen Magenanteils wird der Magenstumpf durch eine End-zu-End-Anastomose direkt an das offene Ende des Zwölffingerdarms (Duodenum) angeschlossen (Gastroduodenostomia terminoterminalis oralis partialis inferior). Dadurch wird die physiologische Speisepassage beibehalten.

### Resektion nach Billroth II
Nach Magenresektion wird das Duodenum blind verschlossen und es wird eine Seit-zu-Endanastomose von der ersten Dünndarmschlinge (Jejunum) und Magenstumpf angelegt (Gastrojejunostomia terminolateralis ante- / retrocolica anterior), wobei die Jejunalschleife ante- oder retrokolisch (vor oder hinter dem horizontalen Teil des Dickdarms) hochgezogen werden kann. Um den kontinuierlichen Kontakt der Gallen- und Duodenalsekrete mit Magenschleimhaut im Bereich der Gastrojejunostomie zu vermeiden, wird zusätzlich eine laterolaterale Enteroanastomose zwischen dem zu- und abführenden Dünndarmschenkel (Braunsche Fußpunktanastomose; im Bild nicht dargestellt) angelegt. Dadurch kann die Rate an Rezidivulzera bzw. Anastomosenulzera gesenkt werden.

### Distale 4/5-Magenresektion
Das Verfahren entspricht im Wesentlichen der Resektion nach Billroth II, der Magen wird allerdings deutlich weiter oben abgesetzt. Als Anastomose wird hier vielfach auch eine Y-Anastomose nach Roux angelegt: Hierzu wird der Dünndarm etwa 20 cm unterhalb des Treitzschen Bandes (Übergang vom Duodenum zum Jejunum) durchtrennt, das abführende Ende wird an den Magenstumpf angeschlossen, das zuführende Ende mit einer End-zu-Seit-Anastomose an den zuvor eröffneten Dünndarm angeschlossen.

## Risiken und Komplikationen
Unspezifische Operationsrisiken sind intra- und postoperative Blutung (Blutkonserven müssen bereitgehalten werden), Wundheilungsstörungen, Entstehung von Narbenbrüchen (Hernien), Thrombose, Lungenembolie und postoperative Pneumonie.
Spezifische Frühkomplikationen sind Verletzung der Gallenwege, der Bauchspeicheldrüse, der Leber und der Milz.
Die Insuffizienz des Duodenalstumpfes oder eine Anastomoseninsuffizienz kann zu einer Peritonitis führen. Als Spätkomplikationen können Dumping-Syndrom, Schlingen-Syndrom und ein Magenstumpfkarzinom (nach 15–20 Jahren) auftreten.
Ein Dumpingsyndrom entsteht durch Wegfall der Reservoirfunktion des Magens bei Aufnahme großer kohlenhydratreicher Nahrungsmengen. Beim Frühdumping entziehen die im Dünndarm befindlichen Kohlenhydrate dem Gefäßsystem Wasser, was zusammen mit einer Stimulation des Parasympathikus zu einem Blutdruckabfall, bis hin zum Volumenmangelschock führen kann. Das Spätdumping entsteht dagegen ca. 2 Stunden nach Nahrungsaufnahme durch überschießende Insulinsekretion, was zu Herzrasen und Hypoglykämie führt. Meistens verschwinden die Beschwerden mit der Zeit durch Gewöhnung und Anpassung der Ernährungsgewohnheiten. Andernfalls muss die Darmpassage operativ auf Billroth I umgestellt werden.
Es gibt wissenschaftliche Belege für eine exokrine Pankreasinsuffizienz nach einer Magen(teil)entfernung. Unter Enzymsubstitution bessern sich Stuhlfettausscheidung und Dyspepsie. Bei Patienten mit Fettstühlen nach einer Gastrektomie sollte eine Substitution mit Verdauungsenzymen (Pankreatin, Pilzenzyme) erfolgen.